# 許齡智
許齡智（／ Heo Young Ji，1994年8月30日—），韓國女歌手，藝名齡智（韓語：영지），(其名以往慣以許英智音譯，之後本人於新浪微博正字)2014年加入韓國女子團體KARA出道。個人特色是「靜音笑聲」。2017年8月25日，發行首張個人数位單曲《Memory Clock》。

## 生平
許齡智曾與T-ara前成員雅凜同為Core Contents Media練習生，及後轉至DSP Media當練習生。
2014年因妮可、知英相繼約滿離隊，DSP Media舉行新成員遴選節目《KARA Project》，節目成員稱為Baby Kara。7月1日播出的最後一集中，由得票最高的成員齡智勝出，正式成為Kara第四位成員。於8月18日正式以Kara第六張迷你專輯《Day & Night》出道。
2016年1月15日，荷拉、奎利、昇延在本月尾的合約到期後決定不再續約，组合活動暫停，而齡智則會繼續留在公司發展個人活動。
2016年12月8日，KARD 透過官方 Facebook 公開「D」隱藏成員的身份，正是以KARA成員出道的許齡智，黑色造型現身的齡智展現出更加成熟的魅力。
2021年8月18日，與經紀公司DSP完成續約。
2023年9月12日，发行首张单曲专辑《Toi Toi Toi》。
2024年9月5日，與經紀公司DSP合約到期不續約。
2024年9月9日，與經紀公司SM C&C簽訂專屬合約。

## 個人生活
- 2018年3月1日，與韓國樂隊Gueckkastn主唱河鉉雨正式交往6個月，2019年2月宣布分手。

## 影視作品

### 電視劇
- 2015年：NAVER tvcast／MBC every1《戀禁術師》主角
- 2016年：tvN 《又，吳海英》飾演 尹安娜
- 2017年：tvN 《內向的老闆》飾演 黃英奎的女兒 (客串)
- 2017年：JTBC 《韓汝凜的回憶》飾演 鄭多貞
- 2018年：KBS2 《你也是人類嗎》客串
- 2018年：JTBC 《Beauty Inside》客串
- 2019年：JTBC《18歲的瞬間》金智敏，特別出演
- 2021年：tvN 《朴誠實的第四次產業革命》飾演 崔美妍

## 音樂作品

### 單曲
| 單曲 # | 單曲資料                                                        | 曲目             |
| ------ | --------------------------------------------------------------- | ---------------- |
| 1st    | 个人数位单曲《回憶時鐘》 - 發行日期：2017年8月25日 - 語言：韓語 | 曲目 1. 回憶時鐘 |

### 單曲專輯
| 單曲專輯 # | 專輯資料                                                                          | 曲目                               |
| ---------- | --------------------------------------------------------------------------------- | ---------------------------------- |
| 1st        | 单曲专辑《Toi Toi Toi》 - 發行日期：2023年9月12日 - 語言：韓語 - 專輯銷量： 3,679 | 曲目 1. L.O.V.E 2. Focus 3. Climax |

### 其他單曲
- 2015年 電影《看起來它很好吃2：因為在一起所以很幸福（朝鲜语：고 녀석 맛나겠다 2: 함께라서 행복해）》主題曲
- 2015年 《怎麼樣？》（어때?）－荷拉 (Feat. 齡智)
- 2016年6月7日 《指尖的愛》(公益合作歌曲) with B1A4,恩光(BTOB),昌燮(BTOB), A-JAX, April, OH MY GIRL, Kassy
- 2016年12月12日 K.A.R.D Project Vol.1 《Oh NaNa》 (Hidden. 齡智)
- 2017年12月15日 《그리움》

### 音樂影片
| 日期           | 演唱者 | 歌曲名稱        | 性質   | 備註                 |
| 2014年10月14日 | VIXX   | Error           | 女主角 | VIXX - Error         |
| 2015年2月20日  | 真少女 | Magic Words（올해의 주문） | 合唱   | 真少女 - Magic Words |
| 2016年12月13日 | KARD   | Oh Nana         | feat.  | KARD - Oh NaNa       |
| 2017年8月25日  | 齡智   | 回憶時鐘        | Solo   | 허영지 - 추억시계    |

## 參演節目

### 節目主持

#### 固定主持
- 2019年9月20日 － 2019年11月1日 LIFETIME Beauty Time
- 2019年1月6日至今 tvN《喜劇大聯盟》
- 2021年5月18日 － 2021年9月14日 KakaoTV《Change Days》

#### 特別主持
- 2015年3月11日：MBC Music《Show Champion》
- 2015年6月9日：SBS MTV《THE SHOW》
- 2015年9月13日：MBC Music《Show Champion》（與荷拉）
- 2015年10月17日：《2015 Incheon K-pop Concert》（與爀（VIXX）、強仁（Super Junior））
- 2015年11月7日：《2015甜瓜音樂獎-紅毯》（與徐宥利）
- 2016年3月2日及9日：OnStyle《Get it beauty9》E5-E6
- 2016年9月13日：SBS MTV《THE SHOW (SBS MTV節目)》（與Homme）
- 2017年3月2日-2017年3月2日：C TIME《Beauty 士官學校》（與安英美）
- 2018年2月28日：JTBC《我也是CEO2》

### 電台節目
- SBS Power FM 《朴素賢的Love Game》 固定嘉賓

### 固定綜藝
- 2014年：MBC 《KARA Project》（2014年5月27日 - 7月1日）選拔成新Kara成員的電視節目
- 2014年：SBS 《Roommate 2》（2014年9月21日 - 2015年4月14日）EP1 - EP26
- 2014年：KBS 《收視率帝王（朝鲜语：시청률의 제왕）2》（2014年9月27日 - 12月13日）EP1 - EP12 [14]
- 2015年：MBC every1 《HIT製造機第二季》（2015年1月9日 - 2月27日）EP5 - EP12 真少女
- 2015年：SBS 《創業明星（朝鲜语：창업스타）》（2015年7月3日 - 8月28日）
- 2015年：MBC 《隔壁的CEO們》（2015年12月18日 - 2016年3月11日）E1-E12
- 2016年：MBC every1《非常私人的TV》(2016年3月22日 - 5月10日 ）E1-E8
- 2016年：SBS《Vocal戰爭-神的聲音》(2016年3月30日-08月15日)E1-E17
- 2016年：SK網絡移動視頻平台「oksusu」《偶像實習王》(2016年6月6日-6月30日)E1-E20
- 2017年：E Channel 《試吃的少女們》(2017年1月23日-2017年4月10日)E1~E12
- 2017年：Naver TV/tag TV 《拉著行李箱的男人》(2017年6月6日-2017年6月23日) E2-E15
- 2017年：tvN《奇怪的歌手》(2017年7月14日-2017年11月16日) E1-E19
- 2017年：TRENDY 《時空操作團 F.B.I》 (2017年7月21日-2017年10月31日) E1-E10
- 2017年：MBC 《Ranking Show123（朝鲜语：랭킹쇼 123）》
- 2019年：Channel A 《賣完才能回國2》
- 2022年：JTBC 《외나무식탁獨木餐桌》

## 外部連結
- 齡智的Facebook帳戶 （页面存档备份，存于）
- 齡智的Instagram帳戶
- 齡智的新浪微博（简体中文）
- 齡智Vlive頻道[]
- 齡智與姐姐合開的YouTube頻道(허자매TV) （页面存档备份，存于）